# Wiesław Hop
Wiesław Hop (ur. 1963 w Birczy) – polski pisarz i publicysta, związany z Podkarpaciem.

## Życiorys
Z wykształcenia filozof (kształcił się między innymi w Liceum Ogólnokształcącym w Dynowie i na Uniwersytecie Rzeszowskim), był nauczycielem, a od sierpnia 1989 policjantem. Debiutował w 1988 publikując w ogólnopolskim czasopiśmie Nowa Wieś opowiadanie Wszystko o miłości. Od tego czasu pisał opowiadania, artykuły i inne utwory, które publikował w następujących czasopismach: Nowa Wieś, Łowiec Polski, Detektyw, Własny Głosem, Brać Łowiecka, Łowiec Galicyjski, Życie Podkarpackie, Lombard, Gazeta Warszawska, Krynica, Kworum, Nasze Pismo, Życie Przemyskie, Wiadomości Birczańskie, Kurier Błażowski, Super Nowości, Gazeta Kulturalna, Wiadomości Brzozowskie i innych. Od 2011 autor powieści.
Mieszka i pracuje na Pogórzu Przemyskim. Jest autorem sześciu powieści i ok. osiemdziesięciu opowiadań i innych utworów opublikowanych w czasopismach o zasięgu ogólnopolskim i regionalnym oraz polonijnych, z których jedenaście zdobyło nagrody i wyróżnienia w konkursach literackich. Jego twórczość tematycznie związana jest z Podkarpaciem. Pisarz jest członkiem Robotniczego Stowarzyszenia Twórców Kultury w Przemyślu oraz Związku Literatów Polskich Oddział Warszawski. Ponadto jest także redaktorem kwartalnika łowiecko-przyrodniczego Łowiec Galicyjski oraz prowadzi bloga Wiesław Hop – opowiadania współczesne.
Za całokształt dokonań literackich w roku 2017 został wyróżniony Nagrodą Honorową Zarządu Oddziału Związku Literatów Polskich w Rzeszowie, w roku 2020 Minister Kultury i Dziedzictwa Narodowego uhonorował go tytułem Zasłużony dla kultury polskiej.

## Powieści wydane drukiem
- Spacer ze śmiercią – powieść kryminalna, Wydawnictwo Pi, Warszawa 2012[1].
- Wbrew woli – powieść obyczajowa, WFW, Warszawa 2013[2].
- Poranek pełen nadziei – powieść obyczajowa, Rozpisani.pl, Warszawa 2015[3].
- Przed wyrokiem – historyczna powieść sensacyjna, Ludowa Spółdzielnia Wydawnicza, Warszawa 2016[4].
- O północy w Bieszczadach – powieść kryminalna, Ludowa Spółdzielnia Wydawnicza, Warszawa 2019[5].
- Długa noc – powieść kryminalna, Wydawnictwo CM, Warszawa 2020[6].

## Publikacje zbiorowe – almanachy
- Konkret i wyobraźnia – almanach Związku Literatów Polskich Oddział w Rzeszowie, rok 2014[7].
- Deskrypcje – almanach prozy Związku Literatów Polskich Oddział w Rzeszowie, rok 2017[8].